# Neobisium korabense
Espèce
Neobisium korabense est une espèce de pseudoscorpions de la famille des Neobisiidae.

## Distribution
Cette espèce est endémique de Macédoine du Nord. Elle se rencontre à Nitchpour dans la grotte Pećina Torbeški Most.

## Étymologie
Son nom d'espèce, composé de korab et du suffixe latin -ensis, « qui vit dans, qui habite », lui a été donné en référence au lieu de sa découverte, mont Korab.

## Publication originale
- Ćurčić, 1982 : A new cavernicole pseudoscorpion from Macedonia. Fragmenta Balcanica, vol. 11, p. 145-150.